# Gönnersdorf (Ahrweiler)
Gönnersdorf è un comune di 673 abitanti della Renania-Palatinato, in Germania.
Appartiene al circondario (Landkreis) di Ahrweiler (targa AW) ed è parte della comunità amministrativa (Verbandsgemeinde) di Bad Breisig.